# Португальское радиовещание
Португальское радиовещание (Radiodifusão Portuguesa) - акционерное общество в 1935-2004 гг. До 1976 года называлась «Национальная радиостанция» (порт. Emissora Nacional де Radiodifusão, ENR)

## Деятельность
Компания вела:
- в 1935-2004 гг. вещание по 1-й радиопрограмме в Португалии (радиопрограмме «Антена 1» («Antena 1»), до 1989 года называвшейся - «РТП Програма 1» («RDP Programa 1»), до 1975 года - «ЭНР Програма 1» («ENR Programa 1»)), звучащей на средних и ультракоротких волнах (с 1955 года), до 1994 года включала в себя рекламу;
- в 1948-2004 гг. вещание по вещание по 2-й радиопрограмме в Португалии (радиопрограмме «Антена 2» («Antena 2»), до 1989 года называвшейся - «RDP Programma 2», до 1975 года - «ЭНР Програма 2» («ENR Programma 2»)), звучавшей на средних (до 1983 года) и ультракоротких волнах (с 1955 года), до 1994 года включала в себя рекламу;
- в 1994-2004 гг. вещание по 3-й радиопрограмме в Португалии (радиопрограмме «Антена 3» («Antena 3»));
- с 28 мая 1941 до 2004 года - вещание по 1-й радиопрограмме на Азорских островах (Emissor Regional dos Açores - «Областная передача Азорских островов»)[1];
- в 1951-1975 гг. - вещание по 1-й радиопрограмме в Анголе[2]
- в 1967-2004 гг. - вещание по 1-й радиопрограмме в Мадейре (Emissor Regional da Madeira «Областная передача Мадейры»)[3];
- с 11 июля до конца 1975 года вещание по 1-й программе в Сан-Томе и Принсипи Emissor Regional de São Tomé e Príncipe («Областная передача Сан-Томе и Принципи»)[4].
- в 2004-1995 гг. - радиопередачи на заграницу под позывным «Радио Португал» (Rádio Portugal);
- в 1995-2004 гг. - вещание по программе «РДП Интернасьонал» (RDP International);
- с 1 мая 1996 года до 2004 года - вещание по программе «РДП Африка» (RDP África);

## Членство
С 1950 год компания являлась членом Европейского союза радиовещания

## Владельцы
В 1935-1940 гг. владельцем компании являлись Португальская почта, телеграф и телефон (порт. Correios, Telégrafos e Telefones, в 1940-2004 гг. - непосредственно правительство.